# 中丸美繪
中丸美繪（なかまるよしえ）は、日本のノンフィクション作家。茨城県出身。
夫は医師・神経免疫学者の山村隆。妹はオペラ歌手の中丸三千繪。
| なかまるよしえ 中丸美繪 | なかまるよしえ 中丸美繪 |
| ----------------------- | --- |
| 教育                    | 文学士 |
| 最終学歴                | 慶應義塾大学文学部 |
| 代表作                  | 『嬉遊曲、鳴りやまずー斎藤秀雄の生涯』（1996年） 『オーケストラ、それは我なりー朝比奈隆 四つの試練』（2008年） 『鍵盤の天皇—井口基成とその血族』（2022年） 『タクトは踊る 風雲児・小澤征爾の生涯』（2025年） |
| 主な受賞歴              | 第45回日本エッセイスト・クラブ賞（2007年） 第9回ミュージック・ペンクラブ賞（2007年） 第26回織田作之助賞・大賞（2009年）                                                                                      |

## 人物・来歴
茨城県下館市（現・筑西市）生まれ。
茨城県立下館第一高等学校を経て、慶應義塾大学文学部文学科英米文学専攻を卒業後、日本航空に入社。東京空港支店を経て、国際線の客室乗務員として5年ほど勤務した。退社後、東宝戯曲研究科に籍をおき、フィクション、音楽や演劇関係の執筆をはじめる。夫の転勤で、ドイツ、アメリカ、イスラエルに在住。ドイツ・バイエルン州ヴュルツブルク大学ドイツ語専修コース修了。
1997年、『嬉遊曲、鳴りやまず-斎藤秀雄の生涯』で、第45回日本エッセイスト・クラブ賞、第9回ミュージック・ペンクラブ賞受賞、大宅壮一ノンフィクション賞候補。
2003年、文藝春秋より『杉村春子 -女優として女として』を上梓。文学座の北村和夫、加藤武、江守徹らをはじめ、歌舞伎役者片岡仁左衛門や坂東玉三郎、民藝の奈良岡朋子ら広く演劇界の関係者や親類、元恋人の親族などを取材している。
2006年、白水社より『君に書かずにはいられない -ひとりの女性に届いた400通の恋文』を発行。三菱化成会長、日経連副会長をつとめた篠島秀雄が後の妻に書いた恋文から夫婦の愛と生涯を描いたもの。篠島秀雄は朝比奈隆の旧制東京高等学校時代の同級生。篠島春枝は杉村春子の旧制広島女学校の同窓生。
2009年、晩年の朝比奈隆本人へのインタビューを重ね、大阪フィルの団員をはじめ広く楽壇関係者多数に取材した『オーケストラそれは我なり　朝比奈隆四つの試練』で第26回織田作之助賞・大賞受賞。大宅壮一ノンフィクション賞候補。
2009年4月より実践女子大学生涯学習センター講師（〜2020年）をつとめる。「エッセイを書く」「文章サロンー小説とエッセイ」など。
2010年４月より、日本大学芸術学部文芸学科非常勤講師。「ノンフィクションとは」「ノンフィクションの取材と実践」講座など。
2014年より2024年まで、日本エッセイスト・クラブ賞審査委員（委員長2018年）
2015年、白水社の100周年記念の書籍として一月に『日本航空一期生』を出版。かつて勤務した日本航空のアーカイヴズを訪ね、戦後初の国内民間航空会社である日本航空の草創期を描いた。
2015年、産経新聞社発行の「月刊モーストリー・クラシック」に5月号より８回にわたって、「小澤征爾異聞」を連載。
2016年『日本航空一期生』を大幅に加筆、中公文庫となる。あらたに整備、パーサーの一期生、中心人物となる松尾靜磨の家族などに取材した。帯は「容姿端麗が応募資格」「臆病者と言われる勇気をもて」。
2016年　産経新聞社から発行されている「月刊モーストリー・クラシック」2月号から「鍵盤の血脈　井口基成」の連載が始まる。斎藤秀雄とともに、「子供のための音楽教室」や桐朋学園大学の設立など、日本の音楽教育をリードし、演奏家としても生涯活躍した井口基成。戦後日本ピアノ界を席巻した中村紘子や野島稔らを育てた名伯楽の妹・井口愛子、若くして演奏家として活躍し、基成と結婚後は教育活動に打ち込んだ名教師の妻・秋子らを縦横に描く。
2022年7月号までの原稿を大幅に改稿のうえ、『鍵盤の天皇　井口基成とその血族』（中央公論新社）を出版。その後も、「月刊モーストリー・クラシック」の「鍵盤の血脈」の連載は2022年11月号まで続き、基成逝去後の井口秋子、愛子の一年後の死去までを描き、7年近くにおよぶ連載を終えた。
　2024年、斎藤秀雄没後50年に合わせ、『斎藤秀雄　レジェンドになった教育家—音楽のなかに言葉が聞こえる』を刊行。『嬉遊曲、鳴りやまずー斎藤秀雄の生涯』をもとに、新規取材を行い大幅加筆・再構成した新著。常に理想を追求し、執念にも近い情熱をもって音楽教育に力を注いだ生き様を描いた決定版。
　2025年2月には指揮者小澤征爾の一周忌に合わせ『タクトは踊るー風雲児・小澤征爾の生涯』（文藝春秋）を刊行。カラヤン、バーンスタインなどの世界的指揮者に認められ、ウィーン国立歌劇場音楽監督にまで上り詰めた小澤征爾。彼はどのようにして日本を飛び出し、世界中のファンの心を掴んでいったのか。「世界のオザワ」と若い頃より讃えられた小澤は、何と闘い続けたのか。小澤の知られざる側面を大胆に描いている。

## 著書
- 『嬉遊曲、鳴りやまず  ―斎藤秀雄の生涯』（新潮社 1996年、新潮文庫 2002年）
- 『杉村春子 ―女優として、女として』（文藝春秋 2003年 、文春文庫 2005年）
- 『君に書かずにはいられない  ―ひとりの女性に届いた400通の恋文』（白水社 2005年）
- 『オーケストラ、それは我なり ―朝比奈隆 四つの試練』（文藝春秋 2008年、中公文庫 2012年）
- 『日本航空一期生』（白水社 2015年、中公文庫 2018年）
- 『鍵盤の天皇 —井口基成とその血族』（中央公論新社2022年）

- 『斎藤秀雄　レジェンドになった教育家 —音楽のなかに言葉が聞こえる』（音楽之友社2024年）
- 『タクトは踊る　風雲児・小澤征爾の生涯』（文藝春秋2025年）

## 映像化作品
- 『嬉遊曲、鳴りやまずー斎藤秀雄の生涯』（新潮社）を原案として、斎藤秀雄ドキュメンタリー「歌え！全身で歌え！」（NHK・テレビマンユニオン制作）が、2005年、斎藤没後30年を記念して、NHK BSで放映される。
- 『杉村春子—女優として女として』（文藝春秋）を原案として、2005年11月24日から26日まで、フジテレビ制作のスペシャルドラマシリーズ「女の一代記シリーズ」が放映される。（第一夜瀬戸内寂聴＜宮沢りえ主演＞、第二夜越路吹雪＜天海祐希主演＞、第三夜杉村春子＜米倉涼子主演＞） 　三作品はすべて女性プロデューサーにより、また三人の人気女優の競演となり話題となり、とくに最終夜の「悪女の一生—芝居と結婚した女優　杉村春子の生涯」は、大きな視聴率を得て再放送を繰り返した。
- 『日本航空一期生』（中公文庫）を原案とし、テレビドラマの特別番組「エアガール」が制作される。主演は広瀬すずで、テレビ朝日系列のドラマでは初主演、2021年3月20日に放送され、その後再放送が繰り返され、その年の局を代表する芸術祭参加作品に選ばれる。プロデューサーは「ドクターX」の内山聖子。その後、AbemaやTverでも再放送が繰り返されている。

## 講演ほか
- 「エアガール・スチュワーデス・キャビンアテンダント〜私達の時代」（於・日本航空協会）
- 「日本航空一期生—日本の航空界を作った人々」（於・東京ロータリークラブ新宿）
- 「小澤征爾という神話」（於・國民会館　武藤記念講座）
- 「日本音楽界を彩った指揮者たち」（於・慶應義塾大学）
- 「杉村春子—女優として女としての生き方」（於・朝日カルチャーセンター立川）
- 「私の歩んだ道」（於・実践女子大学ほか茨城県立下館第一高等学校など）
- 「タクトは踊る“世界のオザワ”が選んだ道」（於・交詢社）

## エピソード
- 2010年、織田作之助賞・大賞受賞の授賞式が、自身がトークで出演することになっていた東京・日経ホールにおける文楽人形遣い・桐竹勘十郎プロデュース「KANJURO 人形の世界」と同日となったが、主催者である日経新聞社側の配慮で大阪・綿業会館での授賞式に参加することになり、勘十郎とのトークは妹のソプラノ歌手中丸三千繪が代役をつとめた[5]。
- 女優杉村春子の広島女学校の同窓生というので、篠島春枝宅を訪ねた際に、床の間の脇に文藝春秋巻頭の「同級生交歓」の写真が飾ってあり、指揮者朝比奈隆が写っていた。朝比奈は夫の篠島秀雄と国立の旧制東京高校時代の同級生で、篠島家には朝比奈が篠島秀雄宛に書いた戦前からの手紙が保存されており、当時、中丸が取材中だった朝比奈の評伝に提供されることになった。

## 書評・コラム・エッセイなど
産経新聞 2011年9月4日、2010年5月23日、2009年4月5日、6月14日、10月11日、2008年5月4日、2005年6月20日、9月19日、11月28日

## 家族
- 夫は医師の山村隆（神経内科医/国立精神・神経医療研究センター 神経研究所 免疫研究部部長）[6]。
- オペラ歌手（ソプラノ）の中丸三千繪は実妹[7]。